# Вангенгейм, Ганс фон
Ганс фон Вангенгейм (нем. Hans von Wangenheim; 4 июля 1859, Георгенталь — 25 октября 1915, Константинополь) — германский дипломат, барон из тюрингенского рода Вангенгеймов, был послом Германии в Буэнос-Айресе с 1901 по 1904 годы, посол в Османской империи (1912 −1915). Сыграл значительную роль в вовлечении Турции в Первую мировую войну на стороне Германии. Ему удалось убедить руководство младотурок в том, что их политическим интересам отвечает военный союз с Германией против стран Антанты. В случае победы в войне, Турции было обещано возвращение утраченных ранее провинций: Египта, Крита, Кипра, Триполи и Салоник, а также гарантировалась военная поддержка в борьбе против Болгарии и Сербии.
Барон Вангенгейм являлся одним из организаторов германской военной помощи Османской империи, участвуя в создании Германской военной миссии в Константинополе, состоявшей из кадровых офицеров и военных инженеров. В короткие сроки миссии удалось значительно улучшить боеспособность турецкой армии, внедряя немецкие методики обучения офицеров армии и флота, организации строительства военных укреплений.
В августе 1914 года Вангенгейм убедил военного министра Турции Энвер-пашу дать согласие на вход в Дарданеллы германских кораблей «Гёбен» и «Бреслау», что также способствовало дальнейшему втягиванию Турции в конфликт.
Умер в Константинополе в возрасте 56 лет в октябре 1915 года в разгар Первой мировой войны. Причиной смерти официально считался сердечный удар, однако ходили слухи о том, что барон был отравлен.

## Браки и дети
29 апреля 1886 года в Дрездене женился на Люси Арендфельдт [также: Люси Тереза Аренфельдт] (26 апреля 1861 г., Париж - ?) , дочери американского бизнесмена Чарльза Аренфельдта. У пары родились сын и дочь.  Пара развелась в 1897 году.
- Ханс-Хайнц[нем.] (30 июня 1889 г - 7 августа 1981 г.), юрист, был женат с 1916 г. на Элизабет Клара Мари фон Рихтер (1893-?), дочери Эрнста фон Рихтера[нем.], в браке родились двое сыновей,
- Люси Ольга Мария Софи (родилась 2 марта 1892 г.), в 1917 г. в Давосе вступила в брак с Рино Глахт

Второй брак с 1902 года - с Йоханной («Ханна») Фрейин фон Шпицемберг (1877–1960), дочерью баронессы Хильдегард Шпицемберг. У пары было двое детей:
- Хильдегард Маргарет (25 апреля 1903 г. -?)
- Герда Марианна (3 января 1908 г. - ?)